# Bohemian FC
El Bohemian F.C.  (en irlandès: An Cumann Peile Bóithéimeach) és un club de futbol irlandès de la ciutat de Dublín.

## Història
Conegut com a Bohemians, el club va ser fundat el 6 de setembre de 1890. Els colors del club, el vermell i el negre, van ser adoptats el 1893. El club destacà des de la seva fundació per la defensa de l'amateurisme. No fou fins al 21 de febrer de 1969 que adoptà el professionalisme.

## Palmarès
- Lliga irlandesa de futbol: 10
  - 1923/24, 1927/28, 1929/30, 1933/34, 1935/36, 1974/75, 1977/78, 2000/01, 2002/03, 2008, 2009
- Copa irlandesa de futbol: 7
  - 1928, 1935, 1970, 1976, 1992, 2001, 2008
- Copa irlandesa de futbol (unificada): 1
  - 1908
- Copa de la Lliga irlandesa de futbol: 2
  - 1975, 1979
- League of Ireland Shield: 6
  - 1924, 1928, 1929, 1934, 1939, 1940
- Dublín City Cup: 1
  - 1936
- Dublín and Belfast Intercity Cup: 1
  - 1945
- Top Four Cup: 1
  - 1972
- Leinster Senior Cup: 31
- LFA President Cup: 12
- Acieries D'Angeleur: 1
  - 1929

## Jugadors destacats
| - Robbie Best - Ed Brookes - Willie Browne - Stephen Caffrey - Harry Cannon - Jimmy Conway - Ernie Crawford - Gerry Daly - Billy Dennis - Paul Doolin - Plev Ellis - Paddy Farrell - Pat Fenlon - Dominic Foley | - Johnny Fullam - Oliver St John Gogarty - Fred Horlacher - Jackie Jameson - Avery John - Peter Kavanagh - Paul Keegan - Tommy Kelly - Billy Jordan - Gino Lawless - Shaun Maher - Mick Martin - Jack McCarthy - Brian Mooney | - Rocky O'Brien - Tony O'Connell - Tony O'Connor - Kevin O'Flanagan - Mick O'Flanagan - Dermot O'Neill - Alex Nesovic - Mark Rutherford - Harold Sloan - Derek Swan - Dave Tilson - Stephen Ward |